# 小型报春
小型报春（学名：Primula obconica sp. parva）为报春花科报春花属下的一个亚种。

## 扩展阅读
- 維基物種上的相關：小型报春